# Ján Svorada
Ján Svorada (nascido em 28 de agosto de 1968) é um ex-ciclista tcheco de ascendência eslovaca, profissional de 1991 a 2006. Ele conseguiu 75 vitórias durante a sua carreira esportiva.
Como amador, ele foi campeão da Tchecoslováquia em contrarrelógio por equipes durante os anos de 1988 e 1990.[carece de fontes?]
Como profissional, Svorada tornou-se um grande velocista, com vitórias de etapa nas três Grandes Voltas.
Ele representou a República Tcheca em três edições dos Jogos Olímpicos (Atlanta 1996, Sydney 2000 e Atenas 2004).

## Resultados
| Jogos        | Idade | Evento             | Equipe      | Terminou |
| ------------ | ----- | ------------------ | ----------- | -------- |
| Atlanta 1996 | 27    | Corrida em estrada | Rep. Tcheca | 30       |
| Sydney 2000  | 32    | Corrida em estrada | Rep. Tcheca | AC       |
| Atenas 2004  | 35    | Corrida em estrada | Rep. Tcheca | 60       |